# Patério
Patério (em latim: Paterius; m. 606) foi bispo de Bréscia e é conhecido como compilador, em particular das obras do papa Gregório I, para quem trabalhou como notário.
A única obra sobrevivente é "Liber testimoniorum veteris testamenti", uma antologia da exegese de Gregório arrumada na mesma ordem que aparecem as passagem bíblicas discutidas. Muito popular, sobreviveu em mais de 120 manuscritos completos ou parciais.